# Homalanthus schlechteri
| name = 
| status = 
| status_system = 
| status_ref = 
| image = 
| image_caption = 
| regnum = Plantae
| unranked_divisio = Angiospermae
| unranked_classis = Eudicots
| ordo = Malpighiales
| familia = Euphorbiaceae
| genus = Homalanthus
| species = H. schlechteri
| binomial = Homalanthus schlechteri
| binomial_authority = Pax & K.Hoffm.
}}
Homalanthus schlechteri là một loài thực vật có hoa trong họ Đại kích. Loài này được Pax & K.Hoffm. mô tả khoa học đầu tiên năm 1912.